# Discographie de Red Velvet
La discographie du girl group sud-coréen Red Velvet est constituée de trois albums studio, d'un album réédité, de quatorze mini-albums et de vingt-quatre singles. 
Red Velvet est formé par la société de divertissement sud-coréenne SM Entertainment en 2014 avec initialement quatre membres : Irene, Seulgi, Wendy et Joy. Le groupe fait ses débuts avec la sortie de son single Happiness. En 2015, Yeri rejoint le groupe et les filles sortent leur premier EP, Ice Cream Cake, qui atteint la première place du Gaon Album Chart. Le groupe continue son parcours avec la sortie de son premier album studio The Red en septembre 2015. Mené par le titre Dumb Dumb l'album a dominera dans divers classements musicaux, y compris le classement américain Billboard World Albums. La chanson Dumb Dumb, quant à elle, deviendra le premier single du groupe à dépasser le million de téléchargements.
Au mois de février 2019, le groupe dépasse les 16 millions de téléchargements (avec leurs solos), les 1 million d'albums vendus et 570 millions de streamings (sans compter Spotify et Youtube).
À ce jour, Red Velvet a réussi à classer douze albums numéro un et deux singles numéro un en Corée du Sud.

## Albums

### Albums coréens
| Année                                                                       | Titre                                   | Détails de l'album                                             | Classements | Classements | Classements | Ventes                                           |
| Année                                                                       | Titre                                   | Détails de l'album                                             | COR         | JAP         | USA World   | Ventes                                           |
| --------------------------------------------------------------------------- | --------------------------------------- | -------------------------------------------------------------- | ----------- | ----------- | ----------- | ------------------------------------------------ |
| 2015                                                                        | Ice Cream Cake                          | - Date de sortie : 18 mars 2015 - Label : SM Entertainment     | 1           | —           | 2           | - COR : plus de 110 000 - JAP : plus de 2 800    |
| 2015                                                                        | The Red                                 | - Date de sortie : 9 septembre 2015 - Label : SM Entertainment | 1           | 47          | 1           | - COR : plus de 110 000 - JAP : plus de 4 500    |
| 2016                                                                        | The Velvet                              | - Date de sortie : 17 mars 2016 - Label : SM Entertainment     | 1           | —           | 8           | - COR : plus de 77 400 - JAP : plus de 2 100     |
| 2016                                                                        | Russian Roulette                        | - Date de sortie : 7 septembre 2016 - Label : SM Entertainment | 1           | 40          | 2           | - COR : plus de 115 000 - JAP : plus de 3 450    |
| 2017                                                                        | Rookie                                  | - Date de sortie : 1er février 2017 - Label : SM Entertainment | 1           | 43          | 1           | - COR : plus de 147 000 - JAP : plus de 4 350    |
| 2017                                                                        | The Red Summer                          | - Date de sortie : 10 juillet 2017 - Label : SM Entertainment  | 1           | 27          | 1           | - COR : plus de 144 000 - JAP : plus de 4 660    |
| 2017                                                                        | Perfect Velvet                          | - Date de sortie : 17 novembre 2017 - Label : SM Entertainment | 2           | 20          | 1           | - COR : plus de 147 000 - JAP : plus de 12 800   |
| 2018                                                                        | The Perfect Red Velvet                  | - Date de sortie : 29 janvier 2018 - Label : SM Entertainment  | 1           | 29          | 3           | - COR : plus de 180 000 - JAP : plus de 12 800   |
| 2018                                                                        | Summer Magic                            | - Date de sortie : 6 août 2018 - Label : SM Entertainment      | 1           | 12          | 3           | - COR : plus de 226 000 - JAP : plus de 8 900    |
| 2018                                                                        | RBB (Really Bad Boy)                    | - Date de sortie : 30 novembre 2018 - Label : SM Entertainment | 3           | 33          | 2           | - COR : plus de 131 000 - JAP : plus de 5 400    |
| 2019                                                                        | The ReVe Festival: Day 1                | - Date de sortie : 19 juin 2019 - Label : SM Entertainment     | 1           | 20          | 7           | - COR : plus de 264 000 - JAP : plus de 4 800    |
| 2019                                                                        | The ReVe Festival: Day 2                | - Date de sortie : 20 août 2019 - Label : SM Entertainment     | 1           | 17          | 6           | - COR : plus de 235 000 - JAP : plus de 4 300    |
| 2019                                                                        | The ReVe Festival: Finale               | - Date de sortie : 23 décembre 2019 - Label : SM Entertainment | 1           | 24          | 3           | - COR : plus de 399 000 - JAP : plus de 8 000    |
| 2021                                                                        | Queendom                                | - Date de sortie : 16 août 2021 - Label : SM Entertainment     | 2           | 13          | 11          | - COR : plus de 384 400 - JAP : plus de 12 600   |
| 2022                                                                        | The ReVe Festival 2022 – Feel My Rhythm | - Date de sortie : 21 mars 2022 - Label : SM Entertainment     | 1           | 8           | 8           | - COR : plus de 706 000 - JAP : plus de 12 800   |
| 2022                                                                        | The ReVe Festival 2022 – Birthday       | - Date de sortie : 28 novembre 2022 - Label : SM Entertainment | 2           | 18          | —           | - COR : plus de 1 040 000 - JAP : plus de 11 200 |
| 2023                                                                        | Chill Kill                              | - Date de sortie : 13 novembre 2023 - Label : SM Entertainment | 2           | 14          | 11          | - COR : plus de 600 000 - JAP : plus de 11 100   |
| 2024                                                                        | Cosmic                                  | - Date de sortie : 24 juin 2024 - Label : SM Entertainment     | 3           | 20          | 4           | - COR : plus de 306 000 - JAP : plus de 7 000    |
| "—" indique que l'album ne s'est pas classé ou n'est pas sorti dans ce pays |                                         |                                                                |             |             |             |                                                  |

### Albums japonais
| Année                                                                       | Titre       | Détails de l'album                                               | Classements | Classements | Ventes                 |
| Année                                                                       | Titre       | Détails de l'album                                               | JAP         | USA World   | Ventes                 |
| --------------------------------------------------------------------------- | ----------- | ---------------------------------------------------------------- | ----------- | ----------- | ---------------------- |
| 2018                                                                        | #Cookie Jar | - Date de sortie : 4 juillet 2018 - Labels : SM Japan, Avex Trax | 3           | 13          | - JAP : plus de 31 640 |
| 2019                                                                        | SAPPY       | - Date de sortie : 29 mai 2019 - Labels : SM Japan, Avex Trax    | 4           | —           | - JAP : plus de 16 965 |
| 2022                                                                        | Bloom       | - Date de sortie : 6 avril 2022 - Labels : SM Japan, Avex Trax   | 5           | —           | - JAP : plus de 17 800 |
| "—" indique que l'album ne s'est pas classé ou n'est pas sorti dans ce pays |             |                                                                  |             |             |                        |

## Singles
| Année | Titre                         | Meilleures positions | Meilleures positions | Meilleures positions | Meilleures positions | Album                                   |
| Année | Titre                         | COR                  | JAP                  | USA World            | MON                  | Album                                   |
| Coréens | Coréens                       | Coréens              | Coréens              | Coréens              | Coréens              | Coréens                                 |
| --- | ----------------------------- | -------------------- | -------------------- | -------------------- | -------------------- | --------------------------------------- |
| 2014 | Happiness                     | 5                    | —                    | 4                    | NC*                  | Non issu d'un album                     |
| 2014 | Be Natural                    | 33                   | —                    | 6                    | NC*                  | Non issu d'un album                     |
| 2015 | Automatic                     | 32                   | —                    | 9                    | NC*                  | Ice Cream Cake                          |
| 2015 | Ice Cream Cake                | 4                    | —                    | 3                    | NC*                  | Ice Cream Cake                          |
| 2015 | Dumb Dumb                     | 2                    | —                    | 3                    | NC*                  | The Red                                 |
| 2016 | One of These Nights (7월 7일) | 10                   | —                    | 6                    | NC*                  | The Velvet                              |
| 2016 | Russian Roulette              | 2                    | —                    | 2                    | NC*                  | Russian Roulette                        |
| 2017 | Rookie                        | 3                    | —                    | 4                    | NC*                  | Rookie                                  |
| 2017 | Red Flavor (빨간 맛)          | 1                    | 25                   | 4                    | NC*                  | The Red Summer                          |
| 2017 | Peek-A-Boo (피카부)           | 11                   | 36                   | 2                    | NC*                  | Perfect Velvet                          |
| 2018 | Bad Boy                       | 2                    | 49                   | 2                    | NC*                  | The Perfect Velvet                      |
| 2018 | Power Up                      | 1                    | —                    | 6                    | NC*                  | Summer Magic                            |
| 2018 | RBB (Really Bad Boy)          | 10                   | 93                   | 1                    | NC*                  | RBB (Really Bad Boy)                    |
| 2019 | Zimzalabim                    | 11                   | —                    | 10                   | NC*                  | The ReVe Festival: Day 1                |
| 2019 | Umpah Umpah                   | 18                   | —                    | 9                    | NC*                  | The ReVe Festival: Day 2                |
| 2019 | Psycho                        | 2                    | —                    | 1                    | NC*                  | The ReVe Festival: Finale               |
| 2021 | Queendom                      | 5                    | 77                   | 10                   | 96                   | Queendom                                |
| 2022 | Feel My Rhythm                | 3                    | 47                   | 8                    | 36                   | The ReVe Festival 2022 - Feel My Rhythm |
| 2022 | Birthday                      | 23                   | —                    | —                    | —                    | The ReVe Festival 2022 - Birthday       |
| 2023 | Chill Kill                    | 11                   | —                    | —                    | —                    | Chill Kill                              |
| 2024 | Cosmic                        | 29                   | —                    | —                    | —                    | Cosmic                                  |
| Japonais |                               |                      |                      |                      |                      |                                         |
| 2018 | #Cookie Jar                   | —                    | —                    | 20                   | NC*                  | #Cookie Jar                             |
| 2019 | Sappy                         | —                    | —                    | 13                   | NC*                  | Sappy                                   |
| 2019 | Sayonara                      | —                    | —                    | —                    | NC*                  | Sappy                                   |
| 2022 | Wildside                      | —                    | —                    | 9                    | —                    | Bloom                                   |
| "—" indique que le single ne s'est pas classé dans ce pays * Note : le Billboard Global 200 n'a été introduit qu'en septembre 2020. |                               |                      |                      |                      |                      |                                         |

## Autres chansons classées
| Titre                  | Année | Meilleures positions | Ventes (DL)             | Album            |
| Titre                  | Année | COR                  | Ventes (DL)             | Album            |
| ---------------------- | ----- | -------------------- | ----------------------- | ---------------- |
| "Somethin Kinda Crazy" | 2015  | 52                   | - COR : plus de 51 549  | Ice Cream Cake   |
| "Take It Slow"         | 2015  | 64                   | - COR : plus de 44 026  | Ice Cream Cake   |
| "Candy"                | 2015  | 66                   | - COR : plus de 43 693  | Ice Cream Cake   |
| "Stupid Cupid"         | 2015  | 74                   | - COR : plus de 39 575  | Ice Cream Cake   |
| "Huff n Puff"          | 2015  | 36                   | - COR : plus de 100 944 | The Red          |
| "Oh Boy"               | 2015  | 35                   | - COR : plus de 108 422 | The Red          |
| "Don't U Wait No More" | 2015  | 69                   | - COR : plus de 52 691  | The Red          |
| "Campfire"             | 2015  | 68                   | - COR : plus de 51 577  | The Red          |
| "Day 1"                | 2015  | 74                   | - COR : plus de 52 264  | The Red          |
| "Red Dress"            | 2015  | 78                   | - COR : plus de 44 339  | The Red          |
| "Lady's Room"          | 2015  | 83                   | - COR : plus de 46 356  | The Red          |
| "Time Slip"            | 2015  | 88                   | - COR : plus de 45 627  | The Red          |
| "Cool World"           | 2015  | 95                   | - COR : plus de 40 474  | The Red          |
| "Cool Hot Sweet Love"  | 2016  | 48                   | - COR : plus de 72 559  | The Velvet       |
| "Rose Scent Breeze"    | 2016  | 61                   | - COR : plus de 57 394  | The Velvet       |
| "First Time"           | 2016  | 70                   | - COR : plus de 54 292  | The Velvet       |
| "Light Me Up"          | 2016  | 79                   | - COR : plus de 48 893  | The Velvet       |
| "Lucky Girl"           | 2016  | 42                   | - COR : plus de 90 351  | Russian Roulette |
| "Bad Dracula"          | 2016  | 81                   | - COR : plus de 42 317  | Russian Roulette |
| "Sunny Afternoon"      | 2016  | 78                   | - COR : plus de 44 267  | Russian Roulette |
| "Fool"                 | 2016  | 84                   | - COR : plus de 40 373  | Russian Roulette |
| "Some Love"            | 2016  | 100                  | - COR : plus de 38 971  | Russian Roulette |
| "My Dear"              | 2016  | 89                   | - COR : plus de 44 755  | Russian Roulette |

## Vidéographie

### Clips vidéos
| Titre                 | Année | Directeur(s)                 | Réf.   |
| --------------------- | ----- | ---------------------------- | ------ |
| "Happiness"           | 2014  | Woogie Kim                   | [ 37 ] |
| "Be Natural"          | 2014  | Kwon Soon-wook, Shim Jae-won | [ 38 ] |
| "Automatic"           | 2015  | Inconnu                      |        |
| "Ice Cream Cake"      | 2015  | Woogie Kim                   | [ 39 ] |
| "Dumb Dumb"           | 2015  | Beomjin J                    | [ 40 ] |
| "One of These Nights" | 2016  | Inconnu                      |        |
| "Russian Roulette"    | 2016  | Inconnu                      |        |